# Prefektura apostolska Xiangtan
Prefektura apostolska Xiangtan (łac. Praefectura Apostolica Siangtanensis) – rzymskokatolicka prefektura apostolska ze stolicą w Xiangtan, w prowincji Hunan, w Chińskiej Republice Ludowej.
Prefektura nie istnieje w strukturach Patriotycznego Stowarzyszenia Katolików Chińskich, które połączyło ją i 7 innych jednostek kościelnych w tej prowincji w diecezję Hunan ze stolicą w Changsha. Formalnie nastąpiło to w 1999.

## Historia
1 lipca 1937 z mocy decyzji Piusa XI wyrażonej w bulli Ad evangelicam veritatem erygowano prefekturę apostolską Xiangtan. Dotychczas wierni z tych terenów należeli do wikariatu apostolskiego Changsha (obecnie archidiecezja Changsha).
Z 1950 pochodzą ostatnie pełne, oficjalne kościelne statystyki. Prefektura apostolska Xiangtan liczyła wtedy:
- 4 956 wiernych (0,1% społeczeństwa)
- 12 kapłanów (1 diecezjalnego i 11 zakonnych)
- 4 siostry zakonne.

Od zwycięstwa komunistów w chińskiej wojnie domowej w 1949 prefektura apostolska, podobnie jak cały prześladowany Kościół katolicki w Chinach, nie może normalnie działać. Prefekt apostolski o. Pacifico Calzolari OFM został wydalony z komunistycznych Chin w 1952. Powrócił do rodzinnej Bolonii, gdzie zamieszkał we franciszkańskim klasztorze św. Antoniego.
Brak jest informacji o jakimkolwiek prefekcie apostolskim z Kościoła podziemnego. Patriotyczne Stowarzyszenie Katolików Chińskich nigdy nie mianowało w Xiangtan swojego ordynariusza, a w 1999 zlikwidowało prefekturę. Zostało to dokonane bez mandatu Stolicy Świętej, więc z kościelnego punktu widzenia działania te były nielegalne.

## Prefekci apostolscy
- o. Pacifico Calzolari OFM[5] (1938 - 1965) de facto wydalony z komunistycznych Chin w 1952, nie miał po tym czasie realnej władzy w prefekturze
- sede vacante (być może urząd prefekta sprawowali duchowni Kościoła podziemnego) (1965 - nadal)
  - abp Methodius Qu Ailin (2012 - nadal) administrator apostolski; arcybiskup Changshy